# Синдром лобной доли
Синдро́м ло́бной до́ли (также ло́бный (нейропсихологи́ческий) синдро́м) — закономерное сочетание симптомов, вызванное массивным (преимущественно, двусторонним) поражением лобных долей головного мозга. В соответствии с учением Лурия А. Р. о трёх функциональных блоках мозга, лобные доли являются составляющими III функционального блока мозга — блока «программирования», регуляции и контроля деятельности. Таким образом, в общем виде, лобный синдром можно обозначить как синдром нарушения функций программирования, регуляции и контроля психической деятельности.
Согласно МКБ-10 относится к органическим расстройствам личности.

## Общая характеристика синдрома поражений лобных долей головного мозга
У больных с ярко выраженным лобным синдромом выполнение конкретных операций, способность к совершению умственных действий, хранение и использование наличного запаса знаний остаются сохранными, однако, становится невозможным их использование целесообразным способом в соответствии с сознательно поставленной целью. Наиболее выразительно эти симптомы выступают в случае массивного (двустороннего) поражения лобных долей. При поражении лобных долей больные не способны самостоятельно произвести какую-либо программу действий, а также не в состоянии действовать в соответствии с уже готовой программой, данной им в инструкции; нарушается регулирующая функция речи. Данные нарушения происходят на фоне личностного изменения: у больного с поражением лобных долей головного мозга нарушаются образования мотивов, опосредованных речевой системой, и намерений к выполнению определенных форм сознательной деятельности, что распространяется и сказывается на всём поведении больного. Сознательное, целенаправленное поведение больных с поражениями лобных долей дезинтегрируется и подменяется менее сложными формами поведения или инертными стереотипами. Условиями, способствующими потере программ поведения, являются сильные внешние раздражители; волевое поведение у таких больных заменяется на полевое (патологическая, неконтролируемая восприимчивость к внешним воздействиям), произвольные действия - на непроизвольные.

## Этиология лобного синдрома
- Опухоли,
- Черепно-мозговые травмы,
- Сосудистые поражения головного мозга,
- Синдром Жиля де ля Туретта,
- Болезнь Альцгеймера,
- Лобно-височная деменция,
- Болезнь Пика и т. д.

## Нарушения высших психических функций при массивных поражениях лобных долей

### Нарушения восприятия при лобном синдроме
Восприятие обозначается как сложная перцептивная деятельность, имеющая многокомпонентный состав, включающий в себя поиск релевантных задаче элементов информации, соотнесение их друг с другом, выдвижение гипотез и т. д., то есть процесс восприятия предполагает активность субъекта в направлении решения перцептивной задачи. У больных с массивными поражениями лобных долей не обнаруживается заметных нарушений зрительно-перцептивной деятельности при выполнении заданий на восприятие и узнавание простых изображений, символов, слов, однако при выполнении сенсибилизированных (усложненных) заданий, требующих активной деятельности субъекта, отмечаются сложности: адекватный анализ предъявленных стимулов заменяется случайными, импульсивными, обусловленными влиянием непосредственного впечатления, или формальными, не заключающими в себе анализ релевантной информации, ответами.

### Нарушения движений и действий при лобном синдроме
Так как входящие в состав лобных долей отделы отвечают за поддержание тонуса, регуляцию, составление двигательной программы и контроль над осуществляющейся деятельностью, то при их поражении отмечаются нарушения этих функций. Больные с массивными поражениями лобных долей оказываются неспособными к планированию и осуществлению сознательных, активных действий. Более того, регулирующую функцию теряют и подающиеся извне речевые инструкции. Больные с лобным синдромом не только с трудом составляют, но и не могут удержать программу действий, и, либо быстро заменяют её бесконтрольными, импульсивными реакциями, либо демонстрируют сформированные инертные стереотипы действий, персевераторно повторяя ранее выполнявшиеся движения. Нарушается также и сличение результата с исходно предъявляемой задачей — такие больные не замечают своих ошибок. При локализации поражения в премоторных отделах лобных долей больной демонстрирует трудности (вплоть до невозможности) выполнения серий движений: нарушается «оттормаживание» уже проделанных этапов действия и плавность переключения с одного звена кинетической программы на другое, что в нейропсихологии определяется, как «распад кинетической мелодии».

### Нарушения внимания при лобном синдроме
Лобные доли играют существенную роль в «оттормаживании» реакций, вызванных действием побочных раздражителей, и в осуществлении целенаправленного, запрограммированного поведения. Поражение лобных долей мозга приводит к нарушениям произвольного внимания, проявляемые в сложностях сосредоточения на заданной инструкции, в невозможности торможения реакций на внешние раздражители, к нарушениям избирательности психических процессов, к инактивности, отвлекаемости, что препятствует осуществлению целенаправленной деятельности. Нейропсихологическая диагностика такого больного эффективна в случае непроизвольного его включения в задание, в рамках клиники достигаемого посредством взаимодействия с соседом больного.

### Нарушения памяти при лобном синдроме
При массивных поражениях лобной доли нарушается мнестическая деятельность: отмечаются грубые нарушения формирования намерений, планирования, составления программы поведения, нарушаются функции регуляции и контроля над осуществляемой деятельностью. У больных с поражениями конвекситальных отделов лобных долей не формируется мотив активного запоминания, процесс запоминания превращается в пассивное запечатление стимульного материала: в процессе заучивания результат запоминания не улучшается, стереотипно повторяются ранее запечатлевшиеся стимулы. Кривая заучивания у больных с такими поражениями мозга имеет характерный вид плато. В условиях опосредованного запоминания такие больные не могут правильно воспользоваться вспомогательными средствами, вплоть до того, что они не только не улучшают запоминание, но и ухудшают его, так как «отвлекают» больного при воспроизведении. При массивных поражениях лобных долей отмечается повышенная тормозимость следов памяти интерферирующим воздействием, которая выступает в виде патологической инертности ранее возникших стереотипов. Другими словами, у таких больных отмечаются трудности переключения между заданиями: при задаче воспроизвести две группы слов, больной инертно воспроизводит группу слов, предъявленную последней. То же касается и запоминания материала, организованного по смыслу (предложения, рассказы и т. д.). При локализации очага поражения в медиальных отделах лобных долей, кроме вышеописанных нарушений, отмечаются нарушения ориентировки в задании и нарушения (вплоть до распада) избирательности мнестических процессов. У таких больных часто в сочетании с грубыми нарушениями памяти наблюдаются и грубые нарушения сознания.

### Нарушения речи при лобном синдроме
У больных с массивным поражением лобных долей мозга происходят грубые нарушения активной деятельности. Подобные нарушения проявляются и в речевой деятельности таких больных, у них отсутствует контакт с окружающими людьми, основанный на собственной инициативе, тогда как реактивное речевое поведение остается сохранным: они легко отвечают на заданные вопросы без грамматических дефектов в структуре высказывания. Более сложные формы речевой деятельности оказываются недоступными для больных с поражением лобных долей, поскольку оказывается невозможным формирование сложных мотивов и программ речевого высказывания — появляется речевая аспонтанность. Однако стоит отметить тот факт, что различные фонетические, лексические, морфологические и синтаксические речевые дефекты отсутствуют, аппарат речевого высказывания остается сохранным, тогда как внеречевые факторы, такие как неустойчивость мотивов, нарушают порождение речевого высказывания, которое заменяется бесконтрольными ассоциациями и инертными стереотипами, минимизировать которые и отфильтровать несоответствующие заданной программе связи и выделить лишь те, которые подходят плану речевого высказывания, больной с данным по локализации поражением осуществить не может.

### Нарушения мышления при лобном синдроме
Больные с массивным поражением лобных долей относительно хорошо удерживают составные элементы условия задачи, но иногда упрощают (при этом упрощение является труднокорригируемым) или заменяют их, в соответствии с инертными стереотипами. Вопрос задачи такие больные оказываются практически не в состоянии удержать, отчего задача теряет свою смысловую структуру, что связано, по мнению А. Р. Лурия, с нарушением предикативного строения речи и нарушением динамики мышления. У больных с поражениями лобных долей в большинстве случаев отмечается нарушение процесса предварительного анализа и выпадение ориентировочной основы действия. Без проблем они решают только такие задачи, где решение однозначно выводится из условий. Если же требуется анализ (то есть, ориентировка) и нахождение программы решения, они оказываются не в состоянии это осуществить, а вместо этого непосредственно выхватывают фрагмент условия и сразу же выполняют операции. Указание больному с массивным поражением лобных долей на ошибку не приводит к её исправлению, более того, больной начинает выхватывать другой фрагмент условия и выполнять соответствующие ему операции. У таких больных отмечается и нарушение составления плана решения задачи. При лобном синдроме также отмечаются нарушения систематических, иерархически подчиненных программе, операций решения задачи. Больные с массивными поражениями лобных долей либо решают непосредственно выхваченные фрагменты задачи с помощью таких же фрагментарных операций, либо используют инертные стереотипы, сформировавшиеся при решении предыдущих задач, либо же заменяют решение импульсивными догадками, либо же вообще выполняют отдельные числовые операции, при этом полностью отвлекаясь от самого смысла условия задачи, то есть могут начать складывать килограммы с километрами и так далее. В самых тяжелых случаях лобного синдрома распад программы действия дополняется включением побочных действий, не имеющих основания в условии задачи. Операции перестают быть избирательными, и интеллектуальный процесс перестает быть организованным. Кроме того, почти все больные с массивными поражениями лобных долей в большей или меньшей степени демонстрируют дефект осознания того, как протекают их операции — больные не могут рассказать, как они пришли к данному решению, они лишь называют последние проделанные действия. Такие больные также неспособны самостоятельно корригировать допущенные ошибки.
Таким образом, можно заключить, что наиболее слабым звеном в строении психической деятельности у больных с лобным синдромом является процесс сличения полученного результата с исходными условиями задачи. Эта особенность больных с поражениями лобных долей является наиболее устойчивой и получила название «нарушение критики». Суммируя описанные характеристики нарушений психических функций у таких больных, можно сказать, что наблюдаемые у них дефекты могут быть сведены к нарушениям функций программирования, регуляции и контроля психической деятельности.

### Нарушения эмоционально-личностной сферы при лобном синдроме
Массивные поражения лобных долей практически неизбежно влекут за собой нарушение эмоционально-личностной сферы больного. При лобном синдроме нарушаются все типы эмоциональных явлений — эмоциональные состояния, эмоциональные реагирования и эмоционально-личностные качества, при этом последний, самый высокий, личностный, уровень страдает сильнее всего. В целом, эмоционально-личностная сфера при лобном синдроме характеризуется неадекватным (некритичным) отношением к себе, своему состоянию, болезни и окружающим, а среди собственно эмоциональных проявлений выделяются: состояния эйфории, дурашливость, эмоциональное безразличие, эмоциональная тупость. При лобном синдроме отмечаются нарушения в духовной сфере человека — теряется интерес к работе, часто меняются (или полностью исчезают) предпочтения в музыке, живописи и т. д.
При этом поражения разных отделов лобных долей влекут за собой разные нарушения. Так, наиболее отчетливые нарушения отмечаются у больных с поражением медиобазальных отделов лобных долей — таким больным свойственно расторможение примитивных влечений, нарушения критичности, импульсивность, аффективные расстройства. При массивных поражениях конвекситальных отделов лобных долей нарушения эмоционально-личностной сферы чаще проявляются в виде апатии, безразличия к себе, своей болезни (анозогнозия) и окружающему, что возникает на фоне общих явлений адинамии и аспонтанности психических функций, проявляющихся при данной локализации очагового поражения. Интересные проявления межполушарной асимметрии наблюдаются при поражении правой или левой лобной доли: правосторонние поражения сопровождаются некритичностью, двигательной и речевой расторможенностью, эйфорией, иногда даже злобой и агрессивными проявлениями; левосторонние поражения лобных долей, наоборот, сопровождаются общей заторможенностью, вялостью, инактивностью, подавленностью, депрессивными состояниями.
Это достаточно грубое описание синдрома поражения лобных долей мозга, в действительности, функциональная организация лобных долей неоднородна: в их состав входят конвекситальные (наружные) и медиобазальные (нижележащие) отделы, функции которых различны, а, следовательно, отличны друг от друга и синдромы, возникающие при поражении каждого из этих отделов.

## Варианты лобного синдрома
В нейропсихологии выделяются различные варианты лобного синдрома.

### Лобный синдром при поражении конвекситальных отделов лобной коры головного мозга
Конвекситальные отделы коры представляют собой наружные отделы лобной доли и включают в себя премоторные и префронтальные отделы. В целом, большая часть характеристик лобного синдрома относится именно к поражению этих отделов лобной коры.
Эти отделы образуют множество двусторонних связей с корковыми и подкорковыми структурами мозга, поэтому, для примера:
- Поражения этих отделов, ввиду их тесной связи с моторной зоной коры головного мозга, сопровождаются нарушением организации деятельности. У больных с поражениями в области премоторной или префронтальной коры обнаруживается распад двигательной программы, нарушается контроль над осуществляющейся деятельностью;
- При поражении данных участков коры левого (доминантного) полушария мозга, ввиду их связи с мозговой организацией речевых процессов, наблюдается дезорганизация речевой деятельности и регулирующей, побуждающей функции речи, что проявляется в инактивности речевых процессов, что делает невозможным продуцирование больным развернутых высказываний. В целом такое нарушение речевой деятельности известно в нейропсихологии, как динамическая афазия.[11]

Отдельно выделяются синдромы поражения каждого из этих отделов лобных долей.

#### Премоторный синдром
Характеризуется появлением некоторой двигательной неловкости, в основе которой лежит нарушение плавности «кинетических мелодий», представляющих собой автоматическую смену звеньев двигательного акта. Нарушение плавности исполнения двигательного акта заключается в невозможности торможения действия предыдущего звена и перехода к следующему, в инертности одного элемента действия. Например, для больных с данной локализацией поражения головного мозга характерно изменение почерка, автоматизированность которого распадается. Таким образом, в данном синдроме при сохранности мотивационного компонента деятельности, целенаправленности её протекания, нарушается операциональный аспект её осуществления.

#### Синдром поражения лежащих «кпереди от премоторной зоны»[12]областей коры головного мозга
Этот синдром является промежуточным между синдромами поражения премоторной и префронтальной зон. В рамках данного синдрома двигательные трудности, характерные для премоторного синдрома, не выражены значительно. Больные с данной локализацией поражения вялы, аспонтанны, адинамичны, инактивны, испытывают сложности в переключения с одного действия на другое, инертно застревают на одном звене деятельности, соскальзывают на упрощенный вариант исполнения действия, что проявляется в большей степени при выполнении интеллектуальных задач.

#### Префронтальный лобный синдром
Центральным дефектом данного синдрома является нарушения функций программирования, регуляции и контроля и мотивационной сферы, то есть нарушается осуществление целенаправленной сознательной деятельности, проявляемое в различных психических функциях. Основными характеристиками распада целенаправленности деятельности являются: отсутствие стойких мотивов, регулирующее влияние непосредственного стимула преобладает над регулирующим влиянием речевой инструкции, патологическая инертность на уровне действий или программ, соскальзывания на упроченные стереотипы, упрощение программ деятельности, нарушения критичности и саморегуляции собственной деятельности, отсутствие внутренней картины болезни.

### Лобный синдром при поражении медиобазальных отделов лобной коры головного мозга
Совершенно другую функциональную организацию имеют медиальные и базальные (глубинные) отделы лобных долей.
Поражения базальных (орбитальных) отделов лобных долей, которые тесно связаны со структурами I блока мозга, аппаратами ретикулярной формации и структурами, входящими в лимбическую систему (миндалевидное тело и другие образования висцерального мозга) приводят к общей расторможенности психических процессов и грубому изменению аффективных процессов. Поражения медиальных отделов лобных долей приводят к снижению тонуса лобной коры и нарушению функций регуляции, состояний бодрствования, следствием чего становится появление таких нарушений, как снижение критичности и избирательности психических процессов. Кроме того, отмечаются нарушения ориентировки в пространстве и времени, нестойкость внимания, грубые нарушения памяти, конфабуляции, спутанность сознания.

#### Синдром поражения базальных отделов лобных долей
Данные клинических наблюдений за больными с данной локализацией поражения свидетельствуют о характерном наличии нарушений зрения, обоняния и характера, что проявляется в расторможенности, аффективности, в повышении влечений, в снижении критичности и осознании испытываемых трудностей. Основным нейропсихологическим фактором данного синдрома является патологическая динамика движения психических процессов, проявляемая в импульсивности, расторможенности и свойственная для всех видов деятельности — гностической, двигательной, мнестической и т. д. Особенностью данного нарушения является невозможность преодоления импульсивности регулирующим влиянием речевой инструкции при возможности усвоения и удержания программы деятельности.

#### Синдром поражения медиальных отделов лобных долей мозга
При достаточной сохранности праксиса, речи, гнозиса с возможным наличием импульсивных, но корригируемых реакций, больные с данной локализацией поражения демонстрируют дезориентированность в месте и времени, конфабуляции. Характерной особенностью таких больных является отсутствие сомнений в истинности своих высказываний. Центральным дефектом у больных данной группы являются нарушение кратковременной памяти и активного извлечения информации после интерферирующего воздействия, инактивность, нарушение осознания собственных действий, некритичность.

## Синонимы
- Синдром лобной доли,
- Массивные поражения лобных долей,
- Dysexecutive syndrome,
- Frontal lobe disorder.